# Серцевидкові
Серцеви́дкові (Cardiidae), також серцевидки, кардіїди — родина молюсків з характерною серцеподібною черепашкою. У них добре розвинута клиноподібна нога, за допомогою якої вони не тільки пересуваються і швидко закопуються у ґрунт, але й підстрибують на декілька сантиметрів над дном, коли відчувають небезпеку. Із спресованих черепашок серцевидок, які нагромаджувалися на дні моря протягом значного часу, утворився черепашник, який використовується як будівельний матеріал. Черепашник видобувають у катакомбах поблизу Одеси та в інших місцях нашої країни.

## Систематика
Містить 9 підродин і такі роди:
Підродина Cardiinae
- Рід Acanthocardia(інші мови) J.E. Gray, 1851
- Рід Bucardium(інші мови) J.E. Gray, 1853
- Рід Cardium Linnaeus, 1758
- Рід Dinocardium(інші мови) Dall, 1900
- Рід Vepricardium(інші мови) Iredale, 1929

Підродина Clinocardiinae
- Рід Ciliatocardium(інші мови) Kafanov, 1974
- Рід Clinocardium(інші мови) Keen, 1936
- Рід Keenocardium(інші мови) Kafanov, 1974
- Рід Serripes(інші мови) Gould, 1841

Підродина Fraginae
- Рід Americardia(інші мови) Stewart, 1930
- Рід Apiocardia(інші мови) Olsson, 1961
- Рід Corculum(інші мови) Röding, 1798
- Рід Ctenocardia(інші мови) H. Adams & A. Adams, 1857
- Рід Fragum(інші мови) Röding, 1798
- Рід Lunulicardia(інші мови) Gray, 1853
- Рід Microfragum(інші мови) Habe, 1951
- Рід Papillicardium(інші мови) Sacco, 1899
- Рід Parvicardium(інші мови) Monterosato, 1884
- Рід Plagiocardium(інші мови) Cossmann, 1886 †
- Рід Trigoniocardia(інші мови) Dall, 1900

Підродина Laevicardiinae
- Рід Frigidocardium(інші мови) Habe, 1951
- Рід Fulvia(інші мови) Gray, 1853
- Рід Keenaea(інші мови) Habe, 1951
- Рід Laevicardium(інші мови) Swainson, 1840
- Рід Lophocardium(інші мови) P. Fischer, 1887
- Рід Lyrocardium(інші мови) Meek, 1876
- Рід Microcardium(інші мови) Thiele, 1934
- Рід Nemocardium(інші мови) Meek, 1876
- Рід Pratulum(інші мови) Iredale, 1924
- Рід Pseudofulvia(інші мови) Vidal & Kirkendale, 2007
- Рід Trifaricardium(інші мови) Kuroda & Habe, 1951

Підродина Lahilliinae Finlay & Marwick, 1937 †
- Рід Lahillia(інші мови) Cossmann, 1899 †

Підродина Lymnocardiinae
- Рід Adacna Eichwald, 1838
- Рід Cerastoderma Poli, 1795
- Рід Didacna(інші мови) Eichwald, 1838
- Рід Hypanis(інші мови) Ménétries, 1832
- Рід Monodacna(інші мови) Eichwald, 1838

Підродина Orthocardiinae
- Рід Afrocardium(інші мови) Tomlin, 1931
- Рід Europicardium(інші мови) Popov, 1977
- Рід Freneixicardia(інші мови) Schneider, 2002

Підродина Protocardiinae †
- Рід Anechinocardium(інші мови) Hickman, 2015 †
- Рід Protocardia(інші мови) Beyrich, 1845 †

Підродина Trachycardiinae
- Рід Acrosterigma(інші мови) Dall, 1900 †
- Рід Dallocardia(інші мови) Stewart, 1930
- Рід Papyridea(інші мови) Swainson, 1840
- Рід Trachycardium(інші мови) Mörch, 1853
- Рід Vasticardium(інші мови) Iredale, 1927

Підродина Tridacninae
- Рід Hippopus(інші мови) Lamarck, 1799
- Рід Tridacna Bruguière, 1797

inserta sedis Cardiidae
- Рід Discors(інші мови) Deshayes, 1858
- Рід Fuscocardium Oyama, 1973 †
- Рід Goethemia(інші мови) Lambiotte, 1979
- Рід Hedecardium Marwick, 1944 †
- Рід Maoricardium(інші мови) Marwick, 1944